# Розділення змінних
В математиці метод відокремлення змінних (відомий також як метод Фур'є) є одним з методів для знаходження розв'язку звичайних диференціальних рівнянь та диференціальних рівнянь з частинними похідними, які можна переписати таким чином, щоб кожна з двох змінних містилися виключно по різні боки рівняння (по різні боки від знака «дорівнює»). У найпростішому випадку, якщо маємо справу з трьома змінними b=f(x, y, z), одній з величин z у межах інтервалу вимірів (z1 — zn) надають кілька послідовних значень. Для двох інших змінних х та y будують графіки функцій y=fi (x) при zi = const. У результаті на одному й тому самому графіку одержують сімейство кривих y=fi (x) для різних значень z.

## ЗвичайніДиференціальні Рівняння(ЗДР)
Нехай дано диференціальне рівняння в наступній формі:
{\displaystyle {\frac {d}{dx}}f(x)=g(x)h(f(x)),\qquad \qquad (1)}
яке ми можемо спростити використовуючи заміну {\displaystyle y=f(x)\!}:
{\displaystyle {\frac {dy}{dx}}=g(x)h(y).}
Вважаючи що h(y) ≠ 0, ми можемо рознести компоненти, що залежать від x та від y по різні боки цього рівняння, щоб отримати:
{\displaystyle {dy \over h(y)}={g(x)dx}.}
Тут dx (чи dy) можна розглядати на спрощеному рівні лише як зручний запис, що допомагає запам'ятати методику маніпуляцій. Формальне визначення dx як диференціалу є більш глибоким і просунутим поняттям.

### Альтернативний запис
Ті, кому не подобається запис Лейбніца, можуть використовувати наступну форму запису:
{\displaystyle {\frac {1}{h(y)}}{\frac {dy}{dx}}=g(x),}
але з цього запису не так очевидно, чому метод називають саме «розділенням змінних».
Інтегруючи обидві частини рівняння по {\displaystyle dx}, ми отримуємо
{\displaystyle \int {\frac {1}{h(y)}}{\frac {dy}{dx}}\,dx=\int g(x)\,dx,\qquad \qquad (2)}
або, що те ж саме,
{\displaystyle \int {\frac {1}{h(y)}}\,dy=\int g(x)\,dx}
завдяки застосуванню правила підстановки при інтегруванні.
Коли проінтегрувати окремо вирази у лівій та правій частині рівняння, то можна знайти його розв'язок:
{\displaystyle \int {\frac {1}{h(y)}}\,dy+C_{1}=\int g(x)\,dx+C_{2}.}
Слід зазначити, що немає необхідності використовувати тут дві константи інтегрування, оскільки достатньо лише однієї константи {\displaystyle C=C_{2}-C_{1}}.
Зверніть увагу, що метод розділення змінних дозволяє нам розірвати диференціал {\displaystyle {\frac {dy}{dx}}\!} на окремі частини. Це у свою чергу дозволяє нам скористатися зручним методом для розв'язку диференційних рівнянь даного типу, як це показано в наступних прикладах.

### Приклад (I)
Звичайне диференціальне рівняння
{\displaystyle {\frac {d}{dx}}f(x)=f(x)(1-f(x))}
можна записати як
{\displaystyle {\frac {dy}{dx}}=y(1-y),}
вважаючи що {\displaystyle f(x)=y\!}. Якщо взяти {\displaystyle g(x)=1\!}, а {\displaystyle h(y)=y(1-y)\!}, тоді ми можемо записати дане діференціальне рівняння у вигляді рівняння (1), поданого вище. Відповідно, у поданому рівнянні можна виконати розділення змінних. Як і раніше, ми розглядаємо {\displaystyle dy\!} та {\displaystyle dx\!} як певні величини, на які ми можемо поділити або помножити обидві частини рівняння. В даному випадку, помноживши обидві частини рівняння на {\displaystyle dx\!} та поділивши їх на {\displaystyle y(1-y)\!}, ми отримаємо:
{\displaystyle {\frac {dy}{y(1-y)}}=dx.}
Таким чином, ми «розділили» змінні x та y одну від одної, оскільки змінна x та всі функції, що залежать від неї, знаходяться лише у правій частині рівняння, в той час як змінна y та всі функції, що залежать від неї, знаходяться лише у лівій частині.
Інтегруючи обидві частини рівняння, ми отримуємо:
{\displaystyle \int {\frac {dy}{y(1-y)}}=\int dx,}
що після спрощення, застосовуючи метод інтегрування простих дробів, перетвориться на
{\displaystyle \int {\frac {1}{y}}\,dy+\int {\frac {1}{1-y}}\,dy=\int 1\,dx,}
й дасть в результаті:
{\displaystyle \ln |y|-\ln |1-y|=x+C\!}
де C є константою інтегрування. Здійснивши прості алгебраїчні перетворення, отримуємо простий розв'язок для y:
{\displaystyle y={\frac {1}{1+Be^{-x}}},}
де {\displaystyle B=e^{-C}\!} є константою. Щоб переконатися у правильності даного розв'язку досить продиференціювати його по {\displaystyle dx\!} й отримати те ж саме рівняння, з якого ми починали даний приклад. (Слід бути уважним з абсолютними величинами при розв'язанні даного рівняння, оскільки різні знаки абсолютної величини змінюють знак константи B на протилежний. Випадок B = 0 дає розв'язок y = 1, який обговорюється нижче.)
Необхідно зазначити, що оскільки ми ділили обидві частини рівняння на {\displaystyle y\!} та {\displaystyle (1-y)\!}, слід перевірити чи значення {\displaystyle y(x)=0\!} та {\displaystyle y(x)=1\!} є розв'язками даного диференціального рівняння. В даному випадку обидва ці значення є розв'язками нашого рівняння (див. також особливі розв'язки).

### Приклад (II)
Ріст населення часто моделюють використовуючи наступне диференційне рівняння:
{\displaystyle {\frac {dP}{dt}}=vP\left(1-{\frac {P}{K}}\right)}
де {\displaystyle P\!} є функцією зміни населення з часом {\displaystyle t\!}, {\displaystyle v\!} є швидкістю росту, а {\displaystyle K\!} відповідає здатності виживати в даному середовищі.
Це диференційне рівняння можна розв'язати застосовуючи метод розділення змінних.
{\displaystyle {\frac {dP}{dt}}=vP\left(1-{\frac {P}{K}}\right)}
{\displaystyle \int {\frac {dP}{P\left(1-{\frac {P}{K}}\right)}}=\int v\,dt}
Щоб взяти інтеграл у лівій частині рівняння, отриманий дріб слід спочатку переписати як
{\displaystyle {\frac {1}{P\left(1-{\frac {P}{K}}\right)}}={\frac {K}{P\left(K-P\right)}},}
а потім спростити до
{\displaystyle {\frac {K}{P\left(K-P\right)}}={\frac {1}{P}}+{\frac {1}{K-P}}}
Таким чином ми маємо, що:
{\displaystyle \int \left({\frac {1}{P}}+{\frac {1}{K-P}}\right)\,dP=\int v\,dt}
{\displaystyle \ln {\begin{vmatrix}P\end{vmatrix}}-\ln {\begin{vmatrix}K-P\end{vmatrix}}=vt+C}
{\displaystyle \ln {\begin{vmatrix}K-P\end{vmatrix}}-\ln {\begin{vmatrix}P\end{vmatrix}}=-vt-C}
{\displaystyle \ln {\begin{vmatrix}{\cfrac {K-P}{P}}\end{vmatrix}}=-vt-C}
{\displaystyle {\begin{vmatrix}{\cfrac {K-P}{P}}\end{vmatrix}}=e^{-vt-C}}
{\displaystyle {\begin{vmatrix}{\cfrac {K-P}{P}}\end{vmatrix}}=e^{-C}e^{-vt}}
{\displaystyle {\frac {K-P}{P}}=\pm e^{-C}e^{-vt}}
Нехай {\displaystyle A=\pm e^{-C}}.
{\displaystyle {\frac {K-P}{P}}=Ae^{-vt}}
{\displaystyle {\frac {K}{P}}-1=Ae^{-vt}}
{\displaystyle {\frac {K}{P}}=1+Ae^{-vt}}
{\displaystyle {\frac {P}{K}}={\frac {1}{1+Ae^{-vt}}}}
{\displaystyle P={\frac {K}{1+Ae^{-vt}}}}
Відповідно, розв'язок цього диференціального рівняння подається у формі
{\displaystyle P\left(t\right)={\frac {K}{1+Ae^{-vt}}}}
Щоб визначити значення константи {\displaystyle A} приймемо, що при {\displaystyle t=0\!} початкове населення становило {\displaystyle P\left(0\right)=P_{0}}. Тоді отримуємо:
{\displaystyle P_{0}={\frac {K}{1+Ae^{0}}}}
Приймаючи до уваги що {\displaystyle e^{0}=1\!}, знаходимо вираз для {\displaystyle A\!}:
{\displaystyle A={\frac {K-P_{0}}{P_{0}}}}
Тому кінцевий розв'язок цього диференціального рівняння має вигляд:
{\displaystyle P\left(t\right)={\frac {KP_{0}}{K+P_{0}(1-e^{-vt})}}}

## Диференціальні рівняння в частинних похідних
Маючи диференціальне рівняння в частинних похідних для функції
{\displaystyle F(x_{1},x_{2},\dots ,x_{n}),}
що залежить від n змінних, деколи можна здогадатися, що розв'язок має форму
{\displaystyle F=F_{1}(x_{1})\cdot F_{2}(x_{2})\cdots F_{n}(x_{n})}
або
{\displaystyle F=f_{1}(x_{1})+f_{2}(x_{2})+\cdots +f_{n}(x_{n}),}
що переводить диференціальне рівняння з частинними похідними у систему звичайних диференціальних рівнянь. Зазвичай кожна незалежна змінна створює константу розділення, що не може бути визначена з одного лише вихідного рівняння.

### Приклад (I)
Припустимо, що F є функцією змінних x, y та z, і що ми намагаємося розв'язати наступне рівняння в частинних похідних:
{\displaystyle {\frac {\partial F}{\partial x}}+{\frac {\partial F}{\partial y}}+{\frac {\partial F}{\partial z}}=0\qquad \qquad (1)}
Спробуємо шукати розв'язок у формі
{\displaystyle F(x,y,z)=X(x)+Y(y)+Z(z)\qquad \qquad (2)}
Підставляючи рівняння (2) в (1), ми отримаємо
{\displaystyle {\frac {dX}{dx}}+{\frac {dY}{dy}}+{\frac {dZ}{dz}}=0\qquad \qquad (3)}
Зверніть увагу, що X′(x) є функцією лише від x, Y′(y) є функцією лише від y, а Z′(z) є функцією лише від z. Для того, щоб рівняння (1) виконувалося для всіх x, y та z, кожен з доданків у рівнянні (3) повинен бути константою, інакше кожен з доданків вносив би змінність, що не скасовувалась би іншими двома доданками. Тому
{\displaystyle {\frac {dX}{dx}}=c_{1}\quad {\frac {dY}{dy}}=c_{2}\quad {\frac {dZ}{dz}}=c_{3},\qquad \qquad (4)}
де константи c1, c2, c3 задовольняють рівність
{\displaystyle c_{1}+c_{2}+c_{3}=0\qquad \qquad (5)}
Рівняння (4) насправді є системою з трьох звичайних диференціальних рівнянь. В даному випадку вони тривіальні й можуть бути розвязані простим інтегруванням, призводячи до:
{\displaystyle F(x,y,z)=c_{1}x+c_{2}y+c_{3}z+c_{4},\qquad \qquad (6)}
де константа інтегрування c4 визначається з початкових умов.

### Приклад (IIa)Лапласіан
Розглянемо диференціальне рівняння
{\displaystyle \nabla ^{2}v+\lambda v={\partial ^{2}v \over \partial x^{2}}+{\partial ^{2}v \over \partial y^{2}}+\lambda v=0.}
Припускаючи, що змінні тут розділяються, будемо шукати розв'язок у формі
{\displaystyle v=X(x)Y(y).\,}
В загальному випадку розв'язок буде нескінченною лінійною комбінацією функцій вищезгаданої форми.
В деяких спеціальних випадках (див. Приклад (IIb) нижче) припущення про розділення змінних виконується точно.
Виконуючи підстановку, отримаємо
{\displaystyle {\partial ^{2} \over \partial x^{2}}[X(x)Y(y)]+{\partial ^{2} \over \partial y^{2}}[X(x)Y(y)]+\lambda X(x)Y(y)}
{\displaystyle =Y(y)X''(x)+X(x)Y''(y)+\lambda X(x)Y(y)=0.\,}
далі розділимо все рівняння на X(x):
{\displaystyle {X''(x)Y(y) \over X(x)}+Y''(y)+\lambda Y(y)=0,}
а потім на Y(y):
{\displaystyle {X''(x) \over X(x)}+{Y''(y)+\lambda Y(y) \over Y(y)}=0.}
Тепер X′′(x)/X(x) є функцією лише від x, а (Y′′(y)+λY(y))/Y(y) є функцією лише від y. Для того, щоб їх сума була нульовою при всіх можливих значеннях x та y, обидві ці функції мають бути константами. Тому
{\displaystyle {X''(x) \over X(x)}=k=-{Y''(y)+\lambda Y(y) \over Y(y)},}
де k є константою розділення. Це рівняння розбивається на звичайні диференціальні рівняння
{\displaystyle X''(x)-kX(x)=0\,}
та
{\displaystyle Y''(y)+(\lambda +k)Y(y)=0\,}
які можна розв'язати відповідним чином. Якщо вихідне рівняння було крайовою задачею, то при цьому треба використати відповідні граничні умови.
Це загальновживаний метод, що використовується у багатьох підручниках з фізики (від електромагнетизму до квантової механіки), й він буде дуже корисним для будь-якого студента-фізика.

### Приклад (IIb)Власні значеннятавласні функціїЛапласіана
У прямокутній області (наприклад при [0, L1] × [0, L2]) з граничними умовами Діріхле припущення про розділення змінних, зроблене у прикладі (IIa), виконується точно. Це дозволяє нам отримати явні вирази для власних функцій через тензорні добутки власних функцій другої похідної, отриманих для одновимірного випадку:
{\displaystyle {\begin{aligned}v_{j_{1},j_{2}}(x,y)&={\sqrt {\frac {2}{L_{1}}}}\sin \left({\frac {j_{1}\pi x}{L_{1}}}\right)\otimes {\sqrt {\frac {2}{L_{2}}}}\sin \left({\frac {j_{2}\pi y}{L_{2}}}\right)\\[8pt]&={\frac {2}{\sqrt {L_{1}L_{2}}}}\sin \left({\frac {j_{1}\pi x}{L_{1}}}\right)\sin \left({\frac {j_{2}\pi y}{L_{2}}}\right),\qquad j_{1},j_{2}=1,\dots ,\infty .\end{aligned}}}
Власні значення будуть сумою одновимірних власних значень другої похідної. У цьому прикладі,
{\displaystyle \lambda _{j_{1},j_{2}}=-{\frac {j_{1}^{2}\pi ^{2}}{L_{1}^{2}}}+-{\frac {j_{2}^{2}\pi ^{2}}{L_{2}^{2}}}.}

## Матриці
Матрична форма розділення змінних — це сума Кронекера.

### Приклад: 2DДискретний Лапласіаннарегулярній ґратці
{\displaystyle L=\mathbf {D_{xx}} \oplus \mathbf {D_{yy}} =\mathbf {D_{xx}} \otimes \mathbf {I} +\mathbf {I} \otimes \mathbf {D_{yy}} ,\,}
де {\displaystyle \mathbf {D_{xx}} } та {\displaystyle \mathbf {D_{yy}} } — одновимірні оператори Лапласа для напрямків x та y відповідно, а {\displaystyle \mathbf {I} } — одиничні матриці відповідного розміру. Див. докладніше у головній статті сума Кронекера для дискретних Лапласіанів (Kronecker sum of discrete Laplacians).

## Програмне забезпечення
Xcas: split((x+1)*(y-2), [x, y]) = [x+1,y-2]